# Euskal Herria Bai
Euskal Herria Bai ou EH Bai, en français : Pays basque Oui, est une coalition de partis abertzale de gauche radicale et de centre-gauche présente dans le Pays basque français. EH Bai s'est présenté la première fois pour les élections législatives de 2007 dans les quatrième, cinquième et sixième circonscriptions des Pyrénées-Atlantiques et est devenu est un parti politique à part entière en 2021.

## Historique

### Construction de la coalition et premières campagnes
Euskal Herria Bai apparaît pour la première fois aux élections législatives de 2007 après des négociations menées depuis le printemps 2006 et l'annonce d'un cessez-le-feu permanent par ETA afin de former une coalition de trois partis (Abertzaleen Batasuna, Batasuna et Eusko Alkartasuna) sur le modèle de l'alliance Nafarroa Bai existant en Navarre depuis 2004 (mais dont Batasuna ne fait pas partie). Dans un premier temps, le Parti nationaliste basque (centre droit) participe également aux discussions pour intégrer cette coalition. Il décide de quitter ses partenaires après l'attentat à l'aéroport de Madrid du 30 décembre 2006 mettant fin à une trêve officiellement rompue par ETA le 5 juin 2007, refusant de s'associer "avec des gens ne condamnant pas fermement les violences". Le PNB s'associe finalement avec le Modem pour les législatives.
La coalition présente des candidatures dans trois circonscriptions : Léonie Aguergaray et Mirentxu Lako (quatrième circonscription), Miguel Torre et Manex Pagola (cinquième circonscription) et Beñat Elizondo et Eliane Galarraga (sixième circonscription).
EH Bai recueille 10 772 voix sur les trois circonscriptions, soit une augmentation de plus de 2 500 voix en comparaison avec les 8 000 voix environ obtenues lors des législatives de 2002 par les mêmes partis en ordre dispersé.
La coalition est reconduite pour les élections cantonales de 2008 avec onze candidatures présentées, toujours sans le PNB qui présente des candidatures en son nom propre. Durant la campagne, EH Bai appelle notamment à manifester contre l'interdiction du Parti Communiste des Terres Basques et d'Action Nationaliste basque prononcée par le juge Baltasar Garzón de l'Audience nationale. La coalition fait également partie des soutiens aux personnes poursuivies dans "l'affaire Kako" après les échauffourées ayant eu lieu devant les locaux de la Safer de Saint-Palais le 17 janvier 2008. EH Bai obtient 13 202 voix, soit 4 107 voix de plus qu'aux dernières élections cantonales en 2001, mais perd le poste de conseiller général qu'occupait son candidat Jean-Michel Galant à Saint-Etienne-de-Baïgorry. Les trois partis participent conjointement à l'Aberri Eguna de 2008 quelques jours plus tard.
Lors des élections régionales de 2010, EH Bai appelle à glisser des "bulletins de protestation" dans les urnes afin de contester "la multiplication des signes de mépris de la part de Paris à l'égard du Pays basque" : bien que ne présentant pas de candidature, la coalition entend ainsi participer à la campagne en dénonçant notamment l'absence d'officialisation de la langue basque, la disparition inexpliquée du militant d'ETA Jon Anza (eu) ou encore l'absence de reconnaissance de Laborantza Ganbara. Elle participe également aux mobilisation contre le projet d'une ligne à grande vitesse traversant le Pays basque avec d'autres partis et collectifs,.

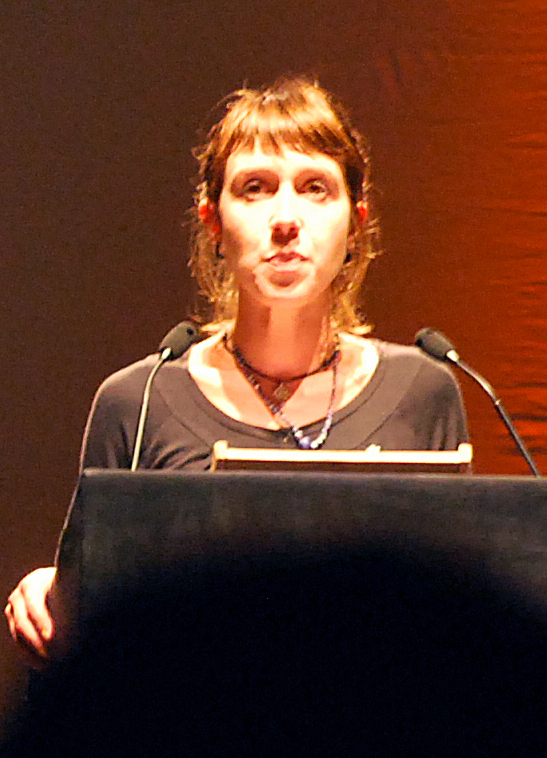
Aurore Martin

En 2011, Aurore Martin annonce être candidate comme suppléante pour EH Bai pour les élections cantonales dans le canton de Tardets alors qu'elle vit dans la clandestinité. Militante du parti Batasuna (interdit en Espagne mais légal en France), elle fait l'objet d'un mandat d'arrêt européen émis par l'Espagne à son encontre pour "participation à une organisation terroriste" et se cache depuis la validation du mandat par la cour d'appel de Pau en novembre 2010. EH Bai augmente encore le nombre de voix obtenues par ses candidatures (16 073 voix).

### Départ temporaire d'Eusko Alkartasuna en 2012
Tandis qu'Abertzaleen Batasuna et Batasuna annoncent vouloir maintenir la coalition pour les législatives de 2012, Eusko Alkartasuna annonce faire alliance avec Europe-Ecologie Les Verts à la suite des déclarations de la candidate du parti à l'élection présidentielle Eva Joly sur la reconnaissance territoriale du Pays basque et la défense de l'euskara. EH Bai fait le choix de ne soutenir aucune candidature à la présidentielle. Les trois partis sont cependant signataires d'une déclaration commune signée en mars 2012 à Irun avec des formations d'Hegoalde (Aralar et Alternatiba) appelant à la "construction nationale et la transformation sociale" du Pays basque à la suite de l'annonce de l'abandon définitif de la lutte armée par ETA le 20 octobre 2011.

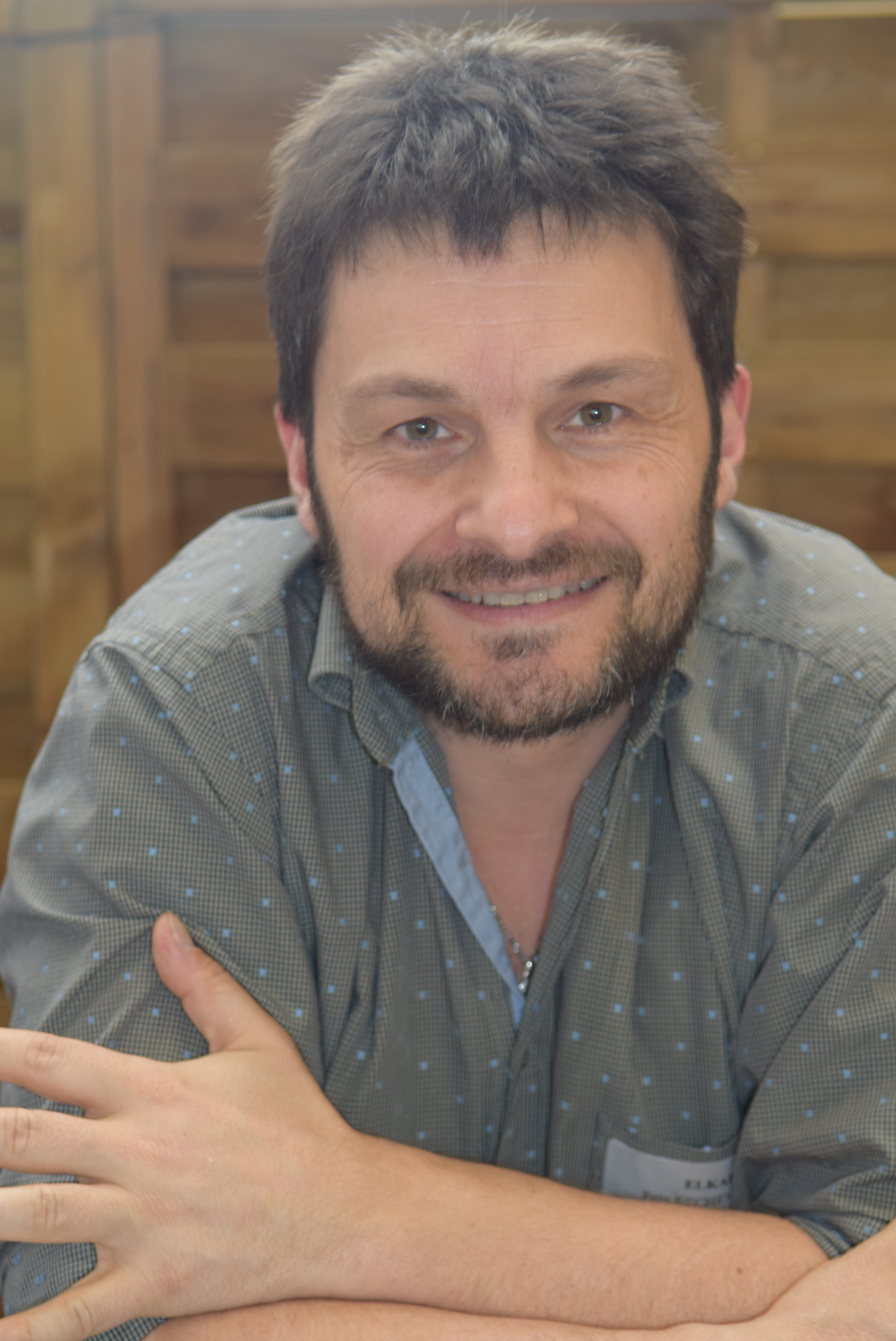
Peio Etcheverry-Ainchart

Des candidatures sont présentées pour les législatives dans les trois circonscriptions du Pays basque : Anita Lopepe et Xabi Duhalde (quatrième circonscription), Laurence Hardouin et Peio Menta (cinquième circonscription) et Peio Etcheverry-Ainchart et Marie-Christine Elizondo (sixième circonscription). Le programme est élargi à des thématiques économiques et sociales, : réduction du temps de travail à 32 heures par semaine, lutte contre les discriminations, taxation des résidences secondaires, défense des services publics et dénonciation de l'austérité budgétaire.
La coalition remporte 11 518 voix et ne donne aucune consigne de vote pour les seconds tours mais envoie un questionnaire aux candidats socialistes et du Modem dont ils rendent les réponses publiques pour aider leurs électeurs à se positionner.

### Structuration de la coalition en "mouvement politique commun"
En 2011, les trois partis membres de la coalition lancent une grande enquête au sein de la gauche abertzale. Un des enseignements de cette consultation large est que la division en trois partis paraît dépassée, les militants privilégient l'existence d'un seul mouvement unifié. C'est ainsi qu'au lendemain des législatives de 2012, un processus participatif est lancé afin de définir l'organisation d'un mouvement commun. La plateforme devient officiellement un "mouvement politique commun" en février 2013 à Bayonne et organise dans cette optique sa première université d'été fin août de la même année autour d'Abertzaleen Batasuna, Sortu (organisation prenant le relai de Batasuna, auto-dissoute en janvier 2013) et Eusko Alkartasuna. Elle accentue également ses mobilisations pour le droit au logement, contre la spéculation immobilière,, pour la défense des services publics de proximité,, ou encore contre la LGV, aux côtés d'autres organisations de gauche abertzale (Batera, LAB, Lurra eta Etxebizitza, Aitzina).
Les municipales de 2014 servent de tremplin pour mettre en pratique le travail en commun des militants dans les communes,, avec la mise en place d'une commission électorale baptisée Bil Gaiten chargée de bâtir un programme commun et une charte des élus. Dix maires sortants et plus de soixante dix conseillers municipaux soutiennent EH Bai. Le mouvement confirme sa place de troisième force politique du territoire, avec des résultats entre 20 et 30% dans plusieurs villes (33% à Saint-Jean-Pied-de-Port, 28% à Cambo-les-Bains, 21% à Ciboure) ; il obtient une centaine de conseillers municipaux et conquiert notamment la mairie d'Ustaritz, qui devient la première ville de plus de 6000 habitants dirigée par les abertzale. 
EH Bai ne présente pas de liste pour les élections européennes mais soutient la liste EH Bildu de Josu Juaristi en Hegoalde.
Le 20 décembre 2014, EH Bai tient sa première assemblée générale à Ustaritz. Une "feuille de route" baptisée "Voie basque" et inspirée des processus similaires menés en Écosse et en Catalogne est publiée un mois plus tard avec EH Bildu, avec pour objectif de consulter la population sur un processus d'autodétermination. EH Bai soutiendra en ce sens le référendum organisé en Catalogne en 2017,.
Des candidatures dans chaque canton sont de nouveau déposées pour les élections départementales de 2015,. EH Bai obtient près de 18 000 voix et est présent au second tour dans cinq cantons, au cours duquel il maintient des candidatures autonomes,. Le total de voix recueillies s'élève à 25 000 au second tour, au cours duquel Alain Iriart et Fabienne Ayensa l'emportent dans le canton de Nive-Adour avec 78% des voix.
Comme en 2010, EH Bai ne participe pas aux élections régionales de 2015, appelant à voter blanc pour ne pas cautionner un scrutin allant à l'encontre de leur revendication de reconnaissance institutionnelle du Pays basque Nord. Le mouvement présente en revanche de nouveau trois candidatures aux élections législatives de 2017 (identiques à celles de 2012), où il obtient 12 700 voix environ, soit 1200 de plus qu'en 2012, mais ne parvient pas à se hisser au second tour. Il devient cependant la première force de gauche du territoire.

Logo de la Communauté d'agglomération du Pays basque

EH Bai soutient la création d'un Établissement public de coopération intercommunale (EPCI) unique regroupant les 158 communes du territoire, qui est créé en janvier 2017 sous le nom de Communauté d'agglomération du Pays basque. Le mouvement souhaite cependant en faire une collectivité territoriale à statut particulier et en amender le fonctionnement afin de mieux y intégrer la société civile et de favoriser la parité en son sein.

### Participation au processus de paix

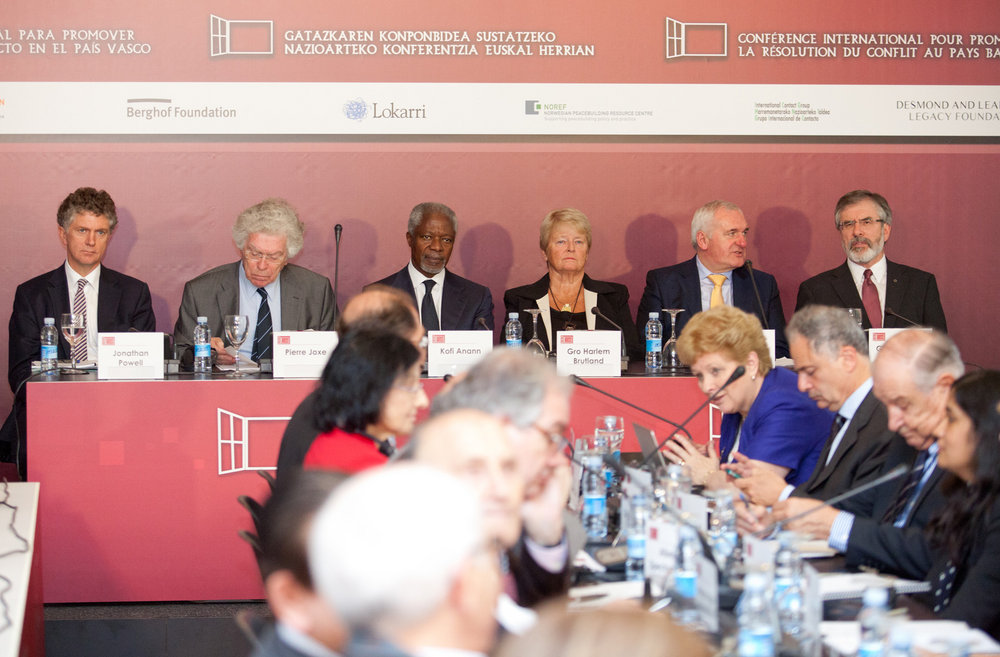
Conférence internationale sur la paix en 2011 à Aiete, présidée par Jonathan Powell, Pierre Joxe, Kofi Annan, Gro Harlem Brundtland, Bertie Ahern et Gerry Adams.

En parallèle des campagnes électorales, EH Bai se mobilise en faveur du processus de paix entamé par la Conférence internationale sur la paix au Pays basque d'octobre 2011 à Aiete, reprenant les recommandations des mouvements sociaux Lokarri et Bake Bidea et militant pour une prise en compte des revendications des collectifs de prisonniers politiques. Ses porte-paroles protestent ainsi contre la poursuite d'arrestations de militants proches d'ETA après son abandon de la lutte armée,,, puis sa dissolution et militent pour une libération conditionnelle anticipée de prisonniers, notamment ceux atteints de maladies graves. Dans cette optique, EH Bai participe à la constitution en 2015 du collectif BaGoAz destiné à l'information sur la situation des prisonniers éloignés du Pays basque.
En septembre 2015 puis novembre 2016, de hauts dirigeants présumés d'ETA (Iratxe Sorzabal, David Pla et Mikel Irastorza) sont arrêtés à Saint-Etienne-de-Baïgorry et Ascain, opérations dénoncées par EH Bai comme un "jeu dangereux" menaçant le processus de paix.
Après le désarment d'ETA en avril 2017 notamment par les mouvements Bake Bidea et les Artisans de la paix puis sa dissolution en mai 2018, EH Bai réclame la tenue d'un référendum en Hegoalde sur l'indépendance afin de trouver une "issue démocratique définitive au conflit politique et à la violence". Le mouvement appelle également à la "reconnaissance et la réparation apportée à toutes les victimes et [à] travailler pour qu'à l'avenir, plus personne n'ait à subir de telles souffrances à cause de violences politiques". Il organise avec EH Bildu une manifestation réunissant 20 000 personnes à Bilbao pour protester contre le procès en septembre 2019 de 47 prévenus accusés d'appartenance à ETA. 

### Fondation d'un parti politique
Pour les élections municipales de 2020, EH Bai soutient des listes dans chaque ville de plus de 1 000 habitants. Les maires sortants sont réélus à Ustaritz, Saint-Pierre-d'Irube, Saint-Étienne-de-Baïgorry et Ayherre, et trois nouvelles mairies sont remportées (sont élus Eneko Aldana-Douat à Ciboure, Philippe Aramendi à Urrugne et Michel Hiribarren à Itxassou) . L'année suivante, des candidatures sont présentées dans chaque canton du territoire pour les élections départementales. EH Bai progresse à nouveau en recueillant 20 300 bulletins (soit 2 500 voix supplémentaires par rapport au scrutin de 2015) et parvenant à se maintenir au second tour dans sept cantons.  Iker Elizalde et Annie Poveda remportent l'élection dans le canton d'Hendaye-Côte Basque-Sud.

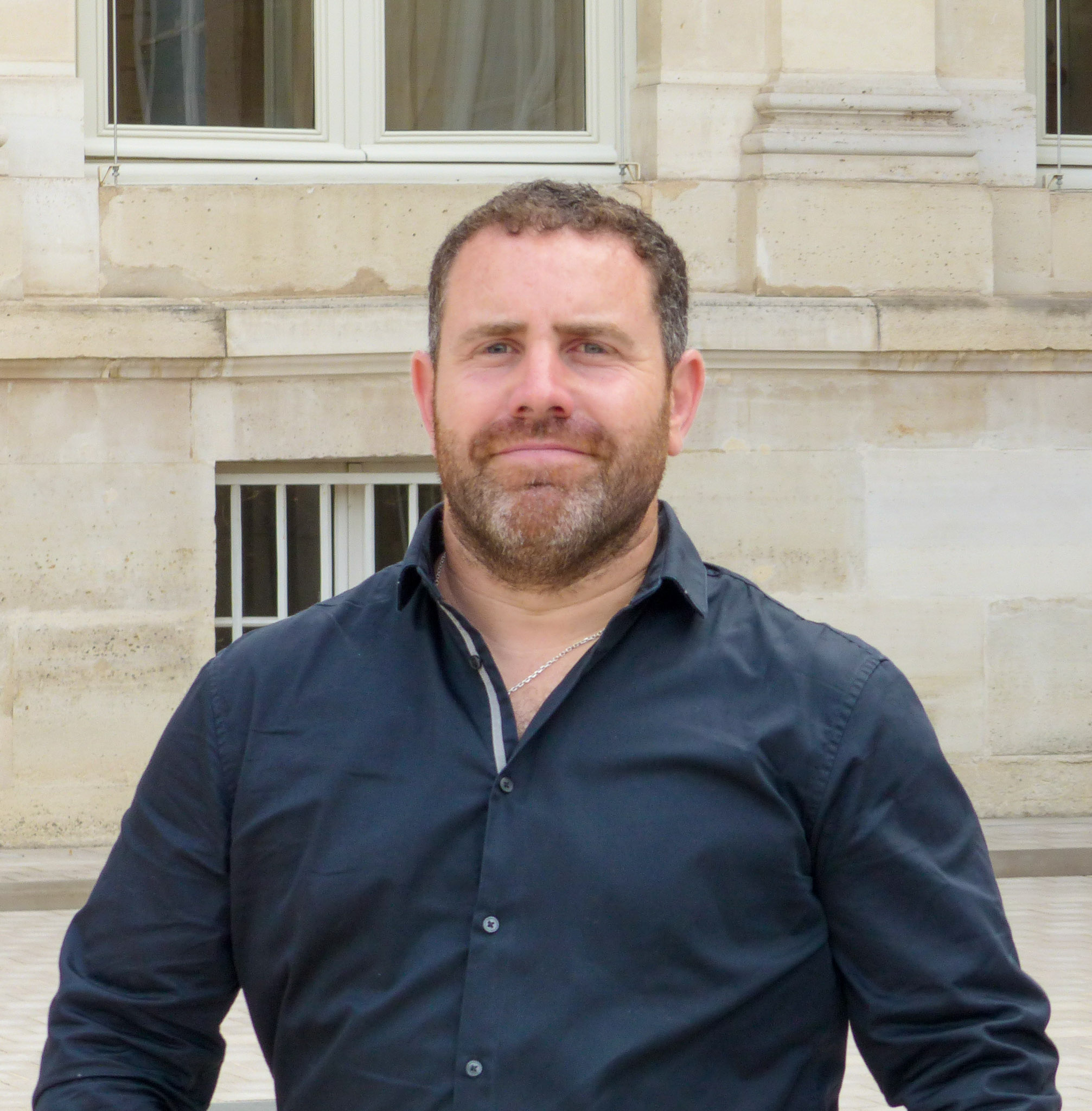
Peio Dufau, premier candidat soutenu par EH Bai élu député.

EH Bai devient officiellement un parti politique lors de son premier congrès tenu en novembre 2022. Il veut ainsi passer d’une coalition de diverses sensibilités à un parti structuré autour d’un programme et d’une direction élue. Le mouvement est de nouveau présent dans les trois circonscriptions du Pays basque lors des législatives de 2022. Après la dissolution de l'Assemblée nationale en juin 2024, Peio Dufau est le premier candidat soutenu par EH Bai à être élu député, sous les couleurs du Nouveau Front populaire dans la sixième circonscription,.
En mars 2025, le parti lance ses Rencontres municipalistes pour préparer la campagne des élections municipales de 2026, affichant comme ambition d'augmenter à nouveau le nombre de suffrages réunis.

## Programme
Les principes fondateurs du programme politique d'Euskal Herria Bai sont les suivants, :
- reconnaissance et respect du Pays basque. Reconnaissance de son droit à déterminer son avenir ;
- seules des méthodes démocratiques et politiques sont acceptables pour parvenir à ces objectifs ;
- création d'un cadre institutionnel propre pour le Pays basque nord[114] ;
- reconnaissance du basque (ou euskara) comme langue co-officielle du territoire ;
- élaboration et défense de politiques sociales de progrès.

EH Bai s'est également manifesté sur la crise du logement,, et l'inflation des prix immobiliers,, (défendant notamment une taxation des résidences secondaires, la mise en place d'un statut de citoyen résident et un encadrement des loyers) qui affectent la population locale,,. Des militants d'EH Bai occupent notamment le toit de la résidence secondaire de Bruno Le Maire à Saint-Pée-sur-Nivelle en juillet 2022,,.
Le mouvement se veut également écologiste (gratuité des transports en commun, défense des terres agricoles contre l'artificialisation des sols,) et féministe.

## Résultats électoraux

### Élections législatives de juin 2007
- Léonie Aguergaray a obtenu 6,32 % des voix dans la quatrième circonscription (secteur Oloron - Mauléon - Saint-Jean-Pied-de-Port)[133] ce qui représente 12,7 % des voix sur la partie basque de la circonscription.
- Miguel Torre a obtenu 4,50 % des voix dans la cinquième circonscription (Bayonne) ;
- Beñat Elizondo a obtenu 9,09 % des voix dans la sixième circonscription (Biarritz-Hendaye)[134].

### Élections cantonales de mars 2008
Au total les candidats EH Bai obtiennent 12 302 voix au premier tour des cantonales, soit 13,75 % des votes exprimés. Dans deux cantons, celui d'Ustaritz et celui de Saint-Étienne-de-Baïgorry, les candidats EH Bai se maintiennent au second tour mais sont battus. Dans le canton de Saint-Pierre-d'Irube, Alain Iriart, membre d'Abertzaleen Batasuna et maire de Saint-Pierre-d'Irube, se présentait en marge de la coalition. Il est élu conseiller général dès le premier tour.

### Élections cantonales de mars 2011
Les trois partis membres de la coalition Euskal Herria Bai ont décidé de reconduire leur accord pour présenter des candidats communs sur les dix cantons du Pays basque ; ils obtiennent 16 073 voix.

### Élections législatives de juin 2012
Les candidats de la coalition Euskal Herria Bai recueillent 11 518 voix dans les trois circonscriptions du Pays basque.
- Anita Lopepe a obtenu 6,80 % des voix dans la quatrième circonscription (secteur Oloron - Mauléon - Saint-Jean-Pied-de-Port) ce qui représente 13,8 % des voix sur la partie basque de la circonscription.
- Laurence Hardouin a obtenu 5,28 % des voix dans la cinquième circonscription (Bayonne) ;
- Peio Etcheverry-Ainchart a obtenu 9,78 % des voix dans la sixième circonscription (Biarritz - Hendaye).

### Élections départementales de mars 2015
Les candidats d'Euskal Herria Bai recueillent, dans les douze nouveaux cantons de la partie basque des Pyrénées-Atlantiques, un total de 17 779 voix au premier tour des élections départementales, ce qui représente 16,09 % des suffrages exprimés. Cinq binômes abertzale sont qualifiés pour le second tour.  
Lors de ce second tour, le conseiller sortant Alain Iriart est élu dans le canton de Nive-Adour avec 78,05 % des suffrages exprimés, ainsi que sa colistière sans étiquette Fabienne Ayensa. Les quatre autres binômes abertzale présents au second tour recueillent des pourcentages allant de 38,14 % à 45,40 %, ce qui fait une moyenne de 49,38 % sur les cinq cantons.

### Élections législatives de juin 2017
Les candidats de la coalition Euskal Herria Bai recueillent, dans les trois circonscriptions du Pays basque français, 12 778 voix, soit 8,82 % des suffrages exprimés.
- Anita Lopepe a obtenu 3 912 voix soit 8,51 % des suffrages exprimés dans la quatrième circonscription (secteur Oloron - Mauléon - Saint-Jean-Pied-de-Port).
- Laurence Hardouin a obtenu 2 675 voix soir 5,66 % des suffrages exprimés dans la cinquième circonscription (secteur Anglet - Bayonne - Bidache) ;
- Peio Etcheverry-Ainchart a obtenu 6 191 voix soit 12,00 % des suffrages exprimés dans la sixième circonscription (secteur Biarritz - Saint-Jean-de-Luz - Hendaye).

### Élections départementales 2021
Les candidats Euskal Herria Bai recueillent, dans les douze cantons du Pays basque nord 20 821 voix au premier tour, en augmentation malgré une abstention en hausse, soit 24,68 % des suffrages exprimés en Pays basque.
Le parti est présent au second tour dans sept des douze cantons de la partie basque du département, mais n'en remporte qu'un (celui d'Hendaye-Côte Basque-Sud face aux sortants du Parti socialiste) et est défait au second tour dans le canton de Nive-Adour face aux candidats de la majorité départementale.

#### Élections législatives
| Année         | 4e circonscription (partie basque) | 4e circonscription (partie basque) | 4e circonscription (partie basque) | 4e circonscription (partie basque) | 4e circonscription (partie basque) | 5e circonscription | 5e circonscription | 5e circonscription | 5e circonscription | 5e circonscription              | 6e circonscription | 6e circonscription | 6e circonscription | 6e circonscription | 6e circonscription       |       | Iparralde | Iparralde | Iparralde |
|               | Voix                               | %                                  | Rang                               | Sièges                             | Candidats                          | Voix               | %                  | Rang               | Sièges             | Candidats                       | Voix               | %                  | Rang               | Sièges             | Candidats                |       | Voix      | %         | Rang      |
| ------------- | ---------------------------------- | ---------------------------------- | ---------------------------------- | ---------------------------------- | ---------------------------------- | ------------------ | ------------------ | ------------------ | ------------------ | ------------------------------- | ------------------ | ------------------ | ------------------ | ------------------ | ------------------------ | ----- | --------- | --------- | --------- |
| 2007          | 3 312                              | 12,70                              | 3e                                 | 0 / 1                              | Léonie Aguergaray                  | 2 247              | 4,50               | 4e                 | 0 / 1              | Miguel Torre                    | 5 104              | 9,09               | 4e                 | 0 / 1              | Beñat Elizondo           |       | 10 663    | 8,11      | 4e        |
| 2012          | 3 383                              | 13,80                              | 4e                                 | 0 / 1                              | Anita Lopepe                       | 2 626              | 5,28               | 5e                 | 0 / 1              | Laurence Hardouin               | 5 400              | 9,78               | 3e                 | 0 / 1              | Peio Etcheverry-Ainchart |       | 11 409    | 8,81      | 3e        |
| 2017          | 3 726                              | 17,01                              | 3e                                 | 0 / 1                              | Anita Lopepe                       | 2 675              | 5,66               | 6e                 | 0 / 1              | Laurence Hardouin               | 6 191              | 12,00              | 3e                 | 0 / 1              | Peio Etcheverry-Ainchart |       | 12 592    | 10,00     | 3e        |
| 2022          | 3 996                              | 18,61                              | 3e                                 | 0 / 1                              | Egoitz Urrutikoetxea               | 4 385              | 8,95               | 4e                 | 0 / 1              | Mathilde Hary                   | 7 667              | 14,55              | 3e                 | 0 / 1              | Peio Dufau               |       | 16 048    | 13,03     | 3e        |
| 2024 1er tour | 10 769                             | 37,60                              | 1er                                |                                    | Soutien à I. Echaniz NFP-PS        | 22 643             | 32,30              | 1re                |                    | Soutien à C. Capdevielle NFP-PS | 21 650             | 29,42              | 1er                |                    | Peio Dufau NFP-EHB       |       | 55 220    | 31,23     | 1er       |
| 2024 2nd tour | 13 977                             | 49,16                              | 1er                                |                                    | Soutien à I. Echaniz NFP-PS        | 40 607             | 62,64              | 1re                |                    | Soutien à C. Capdevielle NFP-PS | 27 117             | 36,28              | 1er                | 1 / 1              | Peio Dufau NFP-EHB       | 1 / 3 | 82 254    | 48,76     | 1er       |

#### Élections départementales (partie basque)
| Année | 1er tour | 1er tour | 1er tour | 1er tour | 2nd tour | 2nd tour | 2nd tour | 2nd tour |
|       | Voix     | %        | Rang     | Sièges   | Voix     | %        | Rang     | Sièges   |
| ----- | -------- | -------- | -------- | -------- | -------- | -------- | -------- | -------- |
| 2015  | 17 779   | 16,09    | 3e       | 0 / 24   | 25 332   | 24,29    | 2e       | 2 / 24   |
| 2021  | 20 821   | 24,68    | 2e       | 0 / 24   | 23 505   | 27,47    | 2e       | 2 / 24   |